# 沽源县
41°40′03.86″N 115°41′17.31″E / 41.6677389°N 115.6881417°E
沽源县是中国河北省张家口市下属的一个县。位于河北省北部、内蒙古高原之南缘的“坝上地区”，有“坝上乌克兰”之称。
新石器時代，沽源縣開始有人類居住。1961年5月，和張北分開，恢復沽源縣，治所平定堡，仍屬河北省張家口專區。1970年，張家口專區改稱張家口地區。1982年改稱張家口地區行政公署，沽源縣屬之。

## 地名由来
据《察哈尔蒙旗各县概况》：“以沽河（今名白河）源出城北（按指县旧治独石口北，沽河源实在今沽源县南九龙泉），绕城东西而南流，故易名沽源。”

## 歷史沿革
- 清朝雍正元年（1723年），独石口外开始招民垦种。雍正十二年（1734年），置独石口理事同知厅，管理察哈尔东翼四旗钱粮刑名。
- 清光绪元年，沽源草原上的聚落村庄逐渐取代了游牧毡帐。独石口理事同知厅改为独石口抚民同知厅，隶属直隶省口北道。
- 民國二年（1913年），中华民国北洋政府废除厅制，改厅设县。民国三年（1914年）以县级行政建置管理“口外”——独石口以北的农牧人的钱粮户口、刑事治安。当时没有正式的县名，因县衙、人役都侨治在独石口城，就暂时叫“独石县”。没有正式信印，不属于正式县名。县衙门就设在原独石口厅住的房子里。首任县长（当时叫知事）黄凌云，扬州人。
- 建县后的第二年，民国四年（1915年）为此县正式命名为沽源县，取沽河的源头（县南九龙泉）之意。民国五年（1916年）11月11日，开始启用沽源县信印。隶察哈尔特别区。

中華民國時期，沽源縣屬察哈爾省管轄

- 民国七年（1918年）县衙从独石口城迁到了小河子乡。历时7年，建造了小河子县城城墙及配套设施。小河子城依照张北县城的式样，城郭方形 ，占地1500亩，城墙用纯石垒筑，黄泥粘合，石墙上端有土墙2尺，墙高一丈三尺，宽七尺，在城的东、西、南、北各设一门。城内街道棋盘格局，县公署位于主街之北，坐北朝南。
- 民国十四年（1925年）在当地首富白玉山的倡导下，由天主教会支持，社会各界出资修筑平定堡城，为土筑，面积200余亩，正方形，墙高一丈三尺，厚七尺，东南西各一门。被称为东围子，因为不久在东围子以西隔河相望的居民也修筑了土围子，面积为100余亩，正方形，墙高一丈，厚六尺，只设东门，就称西围子。东、西围子就是平定堡城的雏形。白玉山为大地主、天主教徒，占了平定堡三分之二的耕地，组织了300多人的自卫团，后来还担任了小河子县城的警备司令，使得平定堡城的居民、工商业富户也就有了安全的保障，所以平定堡发展的很快。
- 1933年5月，沽源沦陷于伪军李守信部。小河子县城的工商富户相继搬进平定堡居住。小河子县城开始逐渐荒废。1933年6月被察哈尔抗日同盟军吉鸿昌部收复。1933年9月13日，察哈尔省主席宋哲元的第29军从被解散的察哈尔抗日同盟军手中接收了沽源县，但沽源二、四区被日满军占领。1935年1月第一次察东事件后，日本人可以在沽源县自由通行。
- 民国24年（1935年）12月，日本关东军协同满洲国军侵占察东6县（宝昌、康保、沽源、多伦、商都、化德）。沽源县沦陷。
- 1937年7月，蒙古军政府把沽源县与宝昌县合并为宝源县，县治所宝昌。1939年9月，以狼尾巴山为界，西部归蒙疆宝源县，东部归满洲国丰宁县。
- 1944年10月，晋察冀分局平北地委将龙（关）崇（礼）赤（城）联合县，分建二个联合县，赤源联合县抗日民主政府控制了沽源莲花滩、西辛营部分地区。1945年6月，中共平北地委将赤源县划为赤城、沽源、张北三个县，但未组织具体办事机构，县政府驻地，区划界线未定。郎宝信任中共沽源县委第一任书记。
- 1945年8月13日，沽源县委书记郎宝信率领县党政机关干部和八路军进入宝昌镇。日伪军1200余人缴械投降，枪弹武装了八路军察北骑兵师六个连，支援了多伦县大队两个排，组建了宝源县大队三个中队。1945年9月初成立中共宝源县委和县民主政府、县大队，驻地宝昌镇，郎宝信任县委书记兼县支队政委。其中一区、六区、七区、八区属于今太仆寺旗。
- 1946年10月，国民党军队进攻解放区，宝源县委撤离宝昌镇，转入农牧区。队长施广林、政委宋清指挥的武工队活跃在宝昌北部的七、八区；队长韩文尧、政委刘祥指挥的武工队活跃在平定堡西部二、五区；队长刘英斌、政委毛克仁指挥的武工队活动在平定堡至小厂一带的四、九区；郭焕任队长的武工队在三区西辛营一带坚持斗争。
- 1946年10月25日，国民党“察北收编司令”杨锡壶（真名杨永兴）部和黄桂馥部进占了沽源平定堡，设沽源县政府，驻平定堡。属察哈尔省。平定堡首次成了沽源县县城。
- 1946年11月25 日，解放军察北骑兵第二团配合冀察军区独立第五旅第十五团二营及机炮连，攻克平定堡，歼灭五百余人，缴获轻机枪十挺，步枪七百余支，战马三百余匹。战后，国民党骑兵三纵队张天聪部一个团进驻平定堡。
- 从1946年冬到1947年春这半年的时间里，察北地委、察北军分区机关、部队、察北八县的党政机关、县大队及部分地方武装干部，大都集中在宝源县四、九区（平定堡南小厂、长梁）和大滩区一带苦苦坚持。
- 1947年，中共宝源县政府驻地设在莲花滩的缸房窑子。1947年2月，察北地委决定将张北、宝源二县组成张宝联合县，县政府驻地先后在莲花滩、丁庄湾、缸房窑子一带。张宝联合县委书记兼张宝联合县支队政委郎宝信。1947年7月，恢复设立宝源县。1947年11月25日，进驻赤城县黑河二道川沟内的桦树背村。
- 1947年4月8日解放军同时发动了攻打平定堡、独石口的战斗（即二打平定堡）。主力部队察北骑兵一团、骑兵二团与冀热察军区独立第十三旅一个团，以及县大队和武工队进攻平定堡，毙伤敌200余人，击落敌机一架。
- 1948年，宝源县委成立土改筹备委员会，在老区、半老区进行土改。
- 1948年9月10日，冀察热辽独立第七师第十九团和察北骑兵部队，在县武工队的积极配合下，第三次攻打平定堡。平定堡东围子驻有国军第84师第251团和保警团，还有近千名杂牌部队驻在西围子。共毙伤俘敌800多人，攻占平定堡，国民党沽源县政权结束。1948年10月，县委组织700多人的担架团支援前线。
- 1948年12月28日，宝昌镇重获解放，宝源县委县政府由丁庄湾、缸房窑子一带迁回宝昌镇。
- 1950年7月27日，察哈尔省人民政府经中央人民政府内务部批准，重新划定察北与内蒙边界，将宝源县张多公路以南地区与多伦县二区合并，另设沽源县，隶属察哈尔省察北专署，治所平定堡。
- 1952年11月撤销察哈尔省，属河北省张家口专区。
- 1958年秋，撤销沽源县，併入張北縣。1961年5月，与张北县分治，仍称沽源县，治所平定堡，属河北省张家口专区。1970年张家口专区改称张家口地区。2004年地市合并，属张家口市。

## 人口
截至2020年11月1日零時，根據張家口市第七次人口普查數據結果，沽源縣常住人口160995人。

## 地理
年均温只有1.5℃，属于寒温带大陆性季风气候。

## 行政区划
沽源县下辖4个镇、9个乡、1个民族乡：
平定堡镇、小厂镇、黄盖淖镇、九连城镇、高山堡乡、小河子乡、二道渠乡、大二号回族乡、闪电河乡、长梁乡、丰源店乡、西辛营乡、莲花滩乡和白土窑乡。

## 交通
- 239国道过境。
- 张承高速公路。